# 伪长翅卷蛾属
伪长翅卷蛾属（学名：Pseudocroesia）为卷叶蛾科的一个属。

## 下属物种
本属包括以下物种：
- Pseudocroesia coronaria Razowski, 1966